# Кім В'ячеслав Костянтинович
В'ячеслав Костянтинович Кім (нар. 12 червня 1969 року, Алмати, Казахська РСР) — економіст, фінансист, громадський діяч, співзасновник, акціонер та голова ради директорів Kaspi.kz, президент Національної Федерації Тхеквондо Казахстану. Входить до п'ятірки найвпливовіших і найбагатших бізнесменів Казахстану.

## Освіта
Випускник Республіканської фізико-математичної школи. Закінчив Алматинський державний університет ім. Абая за спеціальністю «Економіст-фінансист» (1998), Російсько-Казахстанський сучасний гуманітарний університет за спеціальністю «Фінансист» (2002).
У 1987-1989 проходив військову службу у збройних силах СРСР.

## Кар'єра
У 1990 році разом із партнером заснував офтальмологічну клініку Коновалова. З 1996 року займався роздрібним бізнесом, дистрибуцією електронної техніки в компаніях АТ "ALTAIR", ТОВ "Азія Технікс", ТОВ "ATG" впродовж 8 років.
У 1993 став одним із засновників та власників торгової мережі «Планета електроніки». Впродовж 2003-2004 займав посаду Голови наглядової ради Казахстанської асоціації товаровиробників та техніки. У 2004-2005 був Президентом АТ «Азія ТехніксГруп» та у 2004-2006 — Радником міністра економіки та бюджетного планування Республіки Казахстан. У 2005-2006 був керуючим директором з економіки АТ «Казахстан Темір Жоли».

### Kaspi.kz
Впродовж 2002-2006 був акціонером та членом ради директорів АТ «Банк Каспійський», ставши мажоритарним акціонером у 2006. З 2008 року обіймає посаду голови ради директорів АТ «Kaspi Bank». З 5 грудня 2018 року є головою ради директорів Kaspi.kz. За оцінкою інформаційного агентства Bloomberg, вартість пакета акцій, що належать В'ячеславу Кім після успішного IPO Kaspi.kz у жовтні 2020 року на Лондонській фондовій біржі, склала 1,9 мільярдів доларів США.
21 лютого 2020 року президент Казахстану Касим-Жомарт Токаєв провів зустріч із В'ячеславом Кімом та головою правління Kaspi.kz Михайлом Ломтадзе, під час якої обговорювалася стратегія розвитку цифрових сервісів, перспективи зростання електронної комерції в Казахстані, а також плани компанії з підтримки бізнесу. Президент наголосив на важливості впровадження технічних інновацій у діяльності Kaspi.kz. Через рік, 26 лютого 2021 року Касим-Жомарт Токаєв провів другу зустріч із засновниками Kaspi.kz В'ячеславом Кімом та Михайлом Ломтадзе, в ході якої були окреслені перспективні напрямки спільної діяльності державних органів та Kaspi.kz, у тому числі у питаннях розвитку безготівкових платежів у Казахстані.

### Інші проєкти
З 2013 року є співвласником компанії Kolesa Group та з 2015 року співвласником компанії “Алсеко”.
У 2016—2019 був членом ради директорів та незалежним директором в АТ «Група Компаній Алюр». З 2017 по 2019 був співвласником торгової мережі "Magnum". З 2019 року – голова наглядової ради торгової мережі «Magnum».
У 2021—2022 був незалежний директор у раді директорів АТ «Фонд національного добробуту «Самрук-Қазына».

## Статки
З 2002 року є одним з найбагатших людей Казахстану за версією Forbes Казахстан. У 2021 році він був на 2 місці зі статками у 4,200 мільйонів доларів. 21 грудня 2020 року він увійшов до п'яти найвпливовіших бізнесменів Казахстану.
У 2020 році вперше редакція Forbes Казахстан оголосила лауреатами звання "Бізнесмен року" відразу двох підприємців — співзасновника Kaspi.kz В'ячеслава Кіма та співзасновника та голову управління компанії Михайла Ломтадзе.
У 2021 році вперше увійшов до глобального списку мільярдерів Forbes (925 місце).

## Громадська діяльність
2016-2019 — Президент Федерації Кендо та Іайдо в Республіці Казахстан.
З 11 листопада 2013 року — президент Національної федерації Тхеквондо Казахстану.
З 13 квітня 2017 року він є частиною правління громадського фонду "FizmatEndowmentFund", членом Ради директорів Республіканської фізико-математичної школи.
У 2018 році він увійшов до Ради Алматинської Федерації тріатлону AlmatyTriathlonFederation.
З 2019 року — член Ради Національного географічного товариства Казахстану Kazakhgeography.

## Благодійна діяльність
2010-2014 — був спонсором благодійного фонду "Аяла" у проєкті "Дихай, дитина".
З 2016 року він є членом правління добровільної спільноти "Милосердя". У березні 2017 року В'ячеслав Кім разом з Михайлом Ломтадзе подарували проєкту "Аутизм можна подолати" відремонтовану будівлю площею 1400 квадратних метрів.
З 2013 року є одним з керівників та партнерів Благодійного фонду Саби у проєкті "Побудуй свій бізнес".
У 2020 році засновники Kaspi.kz В'ячеслав Кім та Михайло Ломтадзе надавали фінансову підтримку системі охорони здоров'я Республіки Казахстан під час пандемії коронавірусу, виділивши 100 мільйонів тенге для придбання експрес-тестів і апаратів ШВЛ та надавши державі 100 машин швидкої допомоги.
У січні 2022 року засновники Kaspi.kz В'ячеслав Кім та Михайло Ломтадзе виділили 579 млн тенге на допомогу суб'єктам малого підприємництва, які постраждали під час заворушень в Алмати, та передали 10 млрд тенге до фонду "Народу Казахстану", діяльність якого спрямована на розв'язання проблем охорони здоров'я, освіти, соціальної підтримки, культури та спорту.

## Нагороди
- Орден Пошани (14 грудня 2007)[42]
- Орден Благородства (13 грудня 2016)[43]
- Нагрудний знак "Енбегі үшін" та звання почесного громадянина Алмати (15 вересня 2019)[44]